# Список сухопутных границ по длине
Ниже представлен список сухопутных границ государств, отсортированный по длине. В геополитике понятие «сухопутная граница» означает, что граница может также проходить по рекам и озёрам, но не по морям и океанам. В большинстве случаев данные взяты из «Всемирной книги фактов ЦРУ (2022—2023)». Во многих случаях границы между государствами (преимущественно это касается развивающихся стран и «наименее развитых стран») определены недостаточно чётко, так как проходят по труднодоступной местности (пустыни, джунгли, горы), поэтому разные источники могут давать разные дли́ны границ; также границы могут проходить по спорным территориям. В таких случаях в столбце «Длина», при относительно небольшом люфте, указывается не конкретное число, а диапазон длин; в случае если числа различаются заметно, даётся комментарий в столбце «Комментарии, ссылки».
В случае, если длина границы совпадает у двух (или более) государств, после порядкового номера стоит знак равенства =.

## Список
Сортировка по умолчанию — по длине, по убыванию. Также любой столбец можно отсортировать по алфавиту / в обратном порядке (по возрастанию / убыванию), нажав на заголовок столбца.
| № п/п | Стра́ны                            | Длина, км     | Статья о границе                                                            | Комментарии, ссылки |
| ----- | --------------------------------- | ------------- | --------------------------------------------------------------------------- | --- |
| 1     | Канада — США                      | 8891          | Граница Канады и США                                                        | 6416 км — между Канадой и континентальными штатами, и 2475 км — между Канадой и Аляской. |
| 2     | Казахстан — Россия                | 7598,8        | Казахстанско-российская граница                                             | До 26 декабря 1991 года — административно-территориальная граница между Казахской ССР и РСФСР. Самая длинная непрерывная граница в мире. |
| 3     | Аргентина — Чили                  | 5308          | Граница Аргентины и Чили                                                    | Между странами существует несколько территориальных споров, в частности, касательно принадлежности Южного Патагонского ледникового плато. Сухопутная граница проходит как по материку, так и по острову Огненная Земля. |
| 4     | Китай — Монголия                  | 4630          | Китайско-монгольская граница                                                | Граница идёт от одного трипойнта до другого (оба — с Россией). |
| 5     | Китай — Россия                    | 4209,3        | Российско-китайская граница                                                 | Современные очертания граница приобрела после окончательной демаркации в 2005 году (с территориальными уступками в пользу Китая). |
| 6     | Бангладеш — Индия                 | 4156          | Бангладешско-индийская граница                                              | Столь немалая длина границы обусловлена наличием большого числа анклавов. В связи со сложностью измерений разные источники дают длину границы от 4023 до 4156 километров. |
| 7     | Монголия — Россия                 | 3485          | Российско-монгольская граница                                               | |
| 8     | Боливия — Бразилия                | 3423          | Граница Боливии и Бразилии                                                  | |
| 9     | Индия — Китай                     | 3380          | Индийско-китайская граница                                                  | Граница состоит из трёх отдельных частей, разделённых Непалом и Бутаном. См. также ст. Линия фактического контроля. |
| 10    | Мексика — США                     | 3145          | Государственная граница между США и Мексикой                                | Является наиболее пересекаемой границей в мире, легально через неё переходят 350 миллионов человек в год, а также около 5 млн автомобилей и грузовиков. На некоторых участках границы был создан металлический барьер (американо-мексиканская стена) высотой порядка 4—5 м. Его длина составляет около трети от всей протяжённости границы. |
| 11    | Бразилия — Перу                   | 2995          | Граница Бразилии и Перу                                                     | |
| 12    | Индия — Пакистан                  | 2912          | Индийско-пакистанская граница                                               | Несмотря на длину, единственный населённый пункт, через который можно пересечь границу между двумя государствами, — село Вагах (восточная часть села находится в Индии, западная — в Пакистане). |
| 13    | Афганистан — Пакистан             | 2670          | Афгано-пакистанская граница                                                 | Вся граница является так называемой Линей Дюранда — практически неразмеченным искусственным образованием. Афганское правительство отказывается признавать это границей. В связи со сложностью измерений некоторые источники дают длину границы 2430 км. См. также ст. Афгано-пакистанский барьер. |
| 14    | Ангола — ДРК                      | 2511          | Граница Анголы и Демократической Республики Конго                           | Самая длинная граница в Африке. |
| 15    | Мьянма — Таиланд                  | 2416          | Граница Мьянмы и Таиланда                                                   | Отдельные источники указывают гораздо меньшую длину — 1800 км. |
| 16    | ДРК — Республика Конго            | 2410          | Граница Демократической Республики Конго и Республики Конго                 | Почти вся граница проходит по рекам Конго и Убанги, вероятно, это самая длинная речная граница в мире. |
| 17    | Казахстан — Узбекистан            | 2356          | Казахстанско-узбекистанская граница                                         | Другие источники дают меньшую длину: 2351 (данные до марта 2023 года) и даже 2203 км. |
| 18    | Мавритания — Мали                 | 2237—2262     | Граница Мавритании и Мали                                                   | Граница почти не размечена, проходит по пустыне, фактически является «ничейной землёй». С 2008 года охраняется специально созданным мавританским воинским подразделением «Специальная оперативная группа». |
| 19    | Венесуэла — Колумбия              | 2219          | Граница Венесуэлы и Колумбии                                                | |
| 20    | Бразилия — Венесуэла              | 2199          | Граница Бразилии и Венесуэлы                                                | Граница проходит по труднодоступному региону джунглей, единственный официальный автомобильный переход — между городками Пакарайма и Санта-Элена-де-Уайрен |
| 21    | Китай — Мьянма                    | 2129—2185     | Граница Китая и Мьянмы                                                      | Граница идёт от одного трипойнта до другого (с Индией и с Лаосом). |
| 22    | Вьетнам — Лаос                    | 2130—2161     | Граница Вьетнама и Лаоса                                                    | |
| 23    | Россия — Украина                  | 1974          | Российско-украинская граница                                                | Примерно половина длины границы разделена т. н. «Европейским валом». Источники сильно разнятся в указании длины границы, т. к. по разному оценивают юридический статус Крыма и четырёх «новых регионов России». Российские и украинские источники указывают длину сухопутной границы 1974 км; немецкие, английские, испанские, французские, итальянские, португальские — говорят о 1576 (в основном), 1581, или 2245,8 км. Общая длина границы вместе с «морской» частью — 2295 км. Русскоязычные источники от 2014 года говорят о длине сухопутной части границы 1925,8 км. |
| 24    | ДРК — Замбия                      | 1930          | Граница Демократической Республики Конго и Замбии                           | |
| 25    | Габон — Республика Конго          | 1903          | Граница Габона и Республики Конго                                           | |
| 26    | Ботсвана — ЮАР                    | 1840—1969     | Граница Ботсваны и ЮАР                                                      | Более 90 % границы проходит по рекам (руслам): Нособ, Молопо, Марико и Лимпопо. |
| 27    | Казахстан — Китай                 | 1782,5        | Казахстанско-китайская граница                                              | Многие источники (испанские, французские, итальянские) указывают длину границы 1533 км. |
| 28    | Индонезия — Малайзия              | 1782—1881     | Граница Индонезии и Малайзии                                                | Ряд источников указывают длину 2019,5 км, но это с учётом морских границ государств. |
| 29    | Лаос — Таиланд                    | 1754—1845     | Граница Лаоса и Таиланда                                                    | Более половины границы проходит по реке Меконг. |
| 30    | Аргентина — Парагвай              | 1690—1699     | Граница Аргентины и Парагвая                                                | Столица Парагвая, Асунсьон, расположена на границе с Аргентиной. |
| 31=   | Камерун — Нигерия                 | 1690          | Граница Камеруна и Нигерии                                                  | 1975 км с учётом морских границ. |
| 31=   | Индия — Непал                     | 1690          | Индийско-непальская граница                                                 | «Открытая граница». Отдельные источники указывают длину 1758 и даже 1770 км. |
| 33    | Бразилия — Колумбия               | 1643—1645     | Граница Бразилии и Колумбии                                                 | 809 км границы проходят по рекам. |
| 34    | Колумбия — Перу                   | 1626          | Перуанско-колумбийская граница                                              | Около половины границы проходит по реке Путумайо. |
| 35    | Туркменистан — Узбекистан         | 1621—1650     | Граница Туркменистана и Узбекистана                                         | Узбекские источники указывают длину 1793 км. |
| 36    | Норвегия — Швеция                 | 1630          | Норвежско-шведская граница                                                  | Некоторые источники указывают длину 1619 км. Это внешняя граница как для ЕС (Швеция), так и для НАТО (Норвегия). |
| 37    | Бразилия — Гайана                 | 1605,4—1605,8 | Граница Бразилии и Гайаны                                                   | |
| 38    | Сомали — Эфиопия                  | 1600—1648     | Граница Сомали и Эфиопии                                                    | Длина границы в 1600 км — примерна, с учётом т. н. «Временной административной линии». Некоторые источники указывают длину границы 861 км — её бесспорная часть (в т. ч. граница с Кенией), где не происходят регулярно вооружённые столкновения, вызванные территориальными спорами. |
| 39    | ДРК — ЦАР                         | 1577          | Граница Демократической Республики Конго и Центральноафриканской Республики | Некоторые источники указывают заметно бо́льшую длину — 1747 км. |
| 40    | Малави — Мозамбик                 | 1498—1569     | Граница Малави и Мозамбика                                                  | Некоторые источники указывают заметно бо́льшую длину — 1750 км. |
| 41    | Мавритания — Западная Сахара      | 1545—1564     | Граница Мавритании и Западной Сахары                                        | |
| 42    | Алжир — Марокко                   | 1559          | Алжиро-марокканская граница                                                 | Разные источники также указывают длину 1427, 1601, 1700 и даже 1984 км. |
| 43    | Ботсвана — Намибия                | 1544          | Граница Ботсваны и Намибии                                                  | Некоторые источники приводят длину 1360 км — это устаревшие данные до февраля 2018 г. Обновлённая граница привела к серьёзным разногласиям между странами, особенно с 2021 года. |
| 44    | Нигер — Нигерия                   | 1497—1608     | Граница Нигера и Нигерии                                                    | |
| 45    | Индия — Мьянма                    | 1463          | Индийско-мьянманская граница                                                | |
| 46    | Йемен — Саудовская Аравия         | 1307—1458     | Граница Йемена и Саудовской Аравии                                          | |
| 47    | Ирак — Иран                       | 1458          | Граница Ирака и Ирана                                                       | Некоторые (англоязычные) источники указывают длину 1599 км. |
| 48    | Перу — Эквадор                    | 1420—1529     | Граница Перу и Эквадора                                                     | |
| 49    | Китай — КНДР                      | 1416—1420     | Китайско-северокорейская граница                                            | Некоторые (англоязычные) источники указывают длину 1352 км. |
| 50    | Судан — Чад                       | 1403          | Граница Судана и Чада                                                       | Некоторые источники дают устаревшие данные: 1360 км. |
| 51    | Китай — Непал                     | 1389          | Граница Китая и Непала                                                      | Некоторые источники указывают длину 1236 км или 1414 км. |
| 52    | Афганистан — Таджикистан          | 1344,15       | Таджикско-афганская граница                                                 | Западные источники указывают длину 1206 км и 1357 км. |
| 53    | Алжир — Мали                      | 1329—1376     | Граница Алжира и Мали                                                       | |
| 54    | Ангола — Намибия                  | 1376—1427     | Граница Анголы и Намибии                                                    | |
| 55    | Бразилия — Парагвай               | 1366          | Граница Бразилии и Парагвая                                                 | В некоторых источниках указана длина 1290 км. |
| 56    | Киргизия — Узбекистан             | 1314          | Киргизско-узбекская граница                                                 | |
| 57    | Таджикистан — Узбекистан          | 1312          | Граница Таджикистана и Узбекистана                                          | Длина границы указана с учётом эксклава — села Сарвак. |
| 58    | Вьетнам — Китай                   | 1281          | Граница Вьетнама и Китая                                                    | Некоторые источники указывают длину 1297 км. Обе страны имеют территориальные претензии на архипелаг Спратли и Парасельские острова. |
| 59    | Египет — Судан                    | 1273          | Граница Египта и Судана                                                     | Граница полностью проходит по пустыне. Некоторые источники говорят о её длине — 1276 км, некоторые — «около 1300 км». Крайняя восточная точка границы, «Халаибский треугольник», — предмет территориального спора двух стран. |
| 60    | Россия — Финляндия                | 1271,8        | Российско-финляндская граница                                               | Общая длина границы (вместе с морской) составляет 1325,8 км. О длине сухопутной границы финские источники говорят — 1289,6 км; многие другие западные — 1340 км. |
| 61    | Аргентина — Бразилия              | 1261          | Граница Аргентины и Бразилии                                                | Испаноязычные источники (Аргентина) указывают длину 1132 км, португалоязычные (Бразилия) — 1225 км. |
| 62    | Белоруссия — Россия               | 1239          | Российско-белорусская граница                                               | Пересечение границы практически свободно, таможенные проверки, досмотры проводятся редко, транспортный контроль с 2011 года отменён. Длина границы указана с учётом эксклава Медвежье-Саньково. Белорусские источнике о длине границы говорят «более 1283 км». Многие западные источники указывают длину границы 959 км. |
| 63    | Зимбабве — Мозамбик               | 1231          | Граница Зимбабве и Мозамбика                                                | Некоторые источники указывают длину 1402 км и даже 1423 км. |
| 64    | Вьетнам — Камбоджа                | 1228          | Граница Вьетнама и Камбоджи                                                 | Английские и итальянские источники говорят о длине в 1158 км, вьетнамские — «около 1270 км». |
| 65    | Испания — Португалия              | 1214          | Испанско-португальская граница                                              | |
| 66    | Казахстан — Киргизия              | 1212          | Казахстанско-киргизская граница                                             | |
| 67    | ЦАР — Чад                         | 1197          | Граница Центральноафриканской Республики и Чада                             | Английские и итальянские источники говорят о длине в 1556 км. |
| 68    | Нигер — Чад                       | 1196          | Граница между Нигером и Чадом                                               | Некоторые источники говорят о длине 1175 км. |
| 69    | Иран — Туркменистан               | 1148          | Ирано-туркменская граница                                                   | |
| 70    | Египет — Ливия                    | 1115          | Граница Египта и Ливии                                                      | |
| 71    | Ангола — Замбия                   | 1110          | Граница Анголы и Замбии                                                     | Некоторые источники указывают длину 1065 км и 1263 км. |
| 72    | Лесото — ЮАР                      | 1106          | Лесотско-южноафриканская граница                                            | Некоторые источники указывают длину 909 км и 1115 км. Граница образует замкнутую петлю, так как Лесото является анклавом ЮАР. |
| 73    | Гана — Того                       | 1098          | Граница Ганы и Того                                                         | Некоторые источники (испанские, французские, португальские) указывают длину 877 км. |
| 74    | Камерун — Чад                     | 1094          | Граница Камеруна и Чада                                                     | Некоторые источники указывают длину 1116 км и 1157 км. |
| 75    | Белоруссия — Украина              | 1084          | Белорусско-украинская граница                                               | Белорусские источники говорят «около 1084 км», украинские и русские источники подтверждают эту длину; западные источники нередко указывают число 891 км. |
| 76    | Бразилия — Уругвай                | 1069          | Граница Бразилии и Уругвая                                                  | Некоторые источники указывают длину 985 км. |
| 77    | Киргизия — Китай                  | 1063          | Китайско-киргизская граница                                                 | |
| 78    | Гвинея — Мали                     | 1062          | Граница Гвинеи и Мали                                                       | Некоторые источники (испанские, французские, португальские) указывают длину 858 км, ресурс sovereignlimits.com даёт 1155 км. |
| 79    | Ливия — Чад                       | 1050—1055     | Граница Ливии и Чада                                                        | |
| 80    | Боливия — Перу                    | 1047          | Граница Боливии и Перу                                                      | Длину в 1047 км указывают испаноязычные источники (официальный язык как Боливии так и Перу), другие (французские, итальянские, португальские) говорят о 900 км. |
| 81    | Алжир — Тунис                     | 1010          | Граница Алжира и Туниса                                                     | Некоторые источники указывают длину 965 и 1034 км. |
| 82    | Буркина-Фасо — Мали               | 1000          | Граница Буркина-Фасо и Мали                                                 | Некоторые источники указывают длину 1325 км и 1400 км. |
| 83    | Азербайджан — Армения             | 996—1007,1    | Азербайджано-армянская граница                                              | Длина границы указана с учётом крупного эксклава — Нахичеванской Автономной Республики. |
| 84    | Киргизия — Таджикистан            | 984           | Киргизско-таджикская граница                                                | |
| 85    | Алжир — Ливия                     | 982           | Граница Алжира и Ливии                                                      | |
| 86    | Намибия — ЮАР                     | 967           | Граница Намибии и Южно-Африканской Республики                               | Источники на языке африкаанс указывают длину 1005 км. |
| 87    | Гондурас — Никарагуа              | 940           | Граница Гондураса и Никарагуа                                               | По прямой от начала границы до её конца чуть более 500 км, однако она проходит по очень извилистым рекам, поэтому фактическая длина получается столь большой. Испанские источники указывают 940 км, англоязычные — 950 км и даже 1033 км. |
| 88    | Гватемала — Мексика               | 871—959       | Граница Гватемалы и Мексики                                                 | |
| 89    | Алжир — Нигер                     | 951           | Граница между Алжиром и Нигером                                             | |
| 90    | Молдавия — Украина                | 939           | Молдавско-украинская граница                                                | Молдавские, украинские и некоторые русские источники приводят длину 1222 км. |
| 91    | Афганистан — Иран                 | 921—936       | Граница Афганистана и Ирана                                                 | |
| 92    | Кения — Уганда                    | 814—933       | Граница Кении и Уганды                                                      | |
| 93    | Босния и Герцеговина — Хорватия   | 932           | Граница Боснии и Герцеговины и Хорватии                                     | |
| 94    | Эритрея — Эфиопия                 | 912           | Граница Эритреи и Эфиопии                                                   | |
| 95    | Иран — Пакистан                   | 909           | Ирано-пакистанская граница                                                  | |
| 96    | Грузия — Россия                   | 894           | Российско-грузинская граница                                                | Согласно другому способу подсчёта, длина границы составляет 572,5 км (в случае официального признания российско-южноосетинской границы). |
| 97=   | Боливия — Чили                    | 861           | Граница Боливии и Чили                                                      | |
| 97=   | Кения — Эфиопия                   | 861           | Граница Кении и Эфиопии                                                     | |
| 99    | Замбия — Малави                   | 837—847       | Граница Замбии и Малави                                                     | |
| 100   | Сирия — Турция                    | 822           | Сирийско-турецкая граница                                                   | |
| 101   | Мали — Нигер                      | 821—828       | Граница Мали и Нигера                                                       | |
| 102   | Индонезия — Папуа — Новая Гвинея  | 820—824       | Граница Индонезии и Папуа — Новой Гвинеи                                    | |
| 103   | Германия — Чехия                  | 818           | Граница Германии и Чехии                                                    | |
| 104   | Австрия — Германия                | 815,9—818     | Граница Австрии и Германии                                                  | Граница нечётко определена в акватории Боденского озера. |
| 105   | Ирак — Саудовская Аравия          | 814           | Граница Ирака и Саудовской Аравии                                           | |
| 106=  | Ботсвана — Зимбабве               | 813           | Граница Ботсваны и Зимбабве                                                 | |
| 106=  | Мавритания — Сенегал              | 813           | Граница Мавритании и Сенегала                                               | Другие источники указывают длину 742 или 852 км. |
| 108   | Камбоджа — Таиланд                | 803           | Граница Камбоджи и Таиланда                                                 | Другие источники указывают длину 798 или 817 км. |
| 109   | Италия — Швейцария                | 800,22        | Граница Италии и Швейцарии                                                  | Подходы к измерению длины этой границы сильно различаются. Итальянские и англоязычные источники говорят о 744 км, французские — 740 км, испанские — 698 км. С учётом эксклава Кампионе-д’Италия. Бо́льшая часть границы проходит по Высоким Альпам. |
| 110   | Замбия — Зимбабве                 | 797           | Граница Замбии и Зимбабве                                                   | Граница полностью проходит по реке Замбези. На ней построена ГЭС Кариба, которой совместно владеют обе страны. |
| 111   | Польша — Чехия                    | 795,9         | Польско-чешская граница                                                     | До 1993 года — польско-чехословацкая граница. |
| 112   | Бенин — Нигерия                   | 773           | Граница Бенина и Нигерии                                                    | Англоязычные источники указывают длину 809 и 820 км. |
| 113   | Кения — Танзания                  | 769—775       | Граница Кении и Танзания                                                    | Граница нечётко определена в акватории озера Виктория. |
| 114   | ДРК — Уганда                      | 765           | Граница Демократической Республики Конго и Уганды                           | Итальянские источники указывают длину 877 км. |
| 115   | Мозамбик — Танзания               | 756           | Граница Мозамбика и Танзании                                                | Итальянские источники указывают длину 840 км. |
| 116   | Боливия — Парагвай                | 750           | Граница Боливии и Парагвая                                                  | |
| 117   | Афганистан — Туркменистан         | 744           | Граница Афганистана и Туркменистана                                         | Англоязычные источники дают длину 804 км. |
| 118   | Иордания — Саудовская Аравия      | 731—744       | Граница Иордании и Саудовской Аравии                                        | |
| 119   | Венесуэла — Гайана                | 743—789       | Граница Венесуэлы и Гайаны                                                  | |
| 120   | Аргентина — Боливия               | 742           | Граница Аргентины и Боливии                                                 | |
| 121   | Гамбия — Сенегал                  | 740—749       | Гамбийско-сенегальская граница                                              | Страна Гамбия представляет длинную овало-подобную фигуру, заключающую в себя основную часть реки Гамбия. Почти со всех сторон государство Гамбия окружено Сенегалом (за исключением неширокого выхода к Атлантическому океану). Некоторые англоязычные источники дают длину границы 765 км. |
| 122   | Норвегия — Финляндия              | 736           | Норвежско-финляндская граница                                               | |
| 123   | Бразилия — Гвиана                 | 730,4         | Франко-бразильская граница                                                  | Некоторые источники приводят длину 649 км. |
| 124   | Судан — Эфиопия                   | 723—753       | Граница Судана и Эфиопии                                                    | В устаревших источниках указывается длина границы 1606 км — это связано с тем, что в 2011 году от Судана отделился Южный Судан, который стал независимым государством. Получившаяся граница активно оспаривается как Суданом так и Эфиопией. |
| 125   | Кот-д’Ивуар — Либерия             | 716—778       | Граница Кот-д’Ивуара и Либерии                                              | |
| 126   | Азербайджан — Иран                | 689           | Азербайджано-иранская граница                                               | Длина границы указана с учётом эксклава — Нахичеванской Автономной Республики. |
| 127   | Кения — Сомали                    | 682           | Граница Кении и Сомали                                                      | |
| 128   | Молдавия — Румыния                | 681,3         | Молдавско-румынская граница                                                 | Граница проходит по реке Прут. |
| 129   | Белоруссия — Литва                | 678,819       | Белорусско-литовская граница                                                | Является границей Евросоюза с Союзным государством и границей Шенгенской зоны с Союзным государством. |
| 130   | Оман — Саудовская Аравия          | 658—676       | Граница Омана и Саудовской Аравии                                           | Граница полностью проходит по пустыне Руб-эль-Хали. |
| 131   | Словения — Хорватия               | 670           | Граница Словении и Хорватии                                                 | Хорватия утверждает, что длина её границы со Словенией — 668 км. Это связано с тем, что между странами идёт крупный территориальный спор, особенно насчёт акватории Пиранского залива. |
| 132   | Гана — Кот-д’Ивуар                | 668—720       | Граница Ганы и Кот-д’Ивуара                                                 | |
| 133   | Венгрия — Словакия                | 654,8         | Граница Венгрии и Словакии                                                  | Некоторые источники указывают длину 677 км. |
| 134   | Гвинея — Сьерра-Леоне             | 652           | Граница Гвинеи и Сьерра-Леоне                                               | Англоязычные источники указывают длину 794 км. |
| 135   | Бенин — Того                      | 644—651       | Граница Бенина и Того                                                       | |
| 136   | ДРК — Южный Судан                 | 628           | Граница Демократической Республики Конго и Южного Судана                    | Некоторые англоязычные источники указывают длину 714 км и даже 813 км. |
| 137   | Испания — Франция                 | 623           | Испанско-французская граница                                                | В нынешнем практически неизменном виде существует с 1659 года (Пиренейский мир). Испаноязычные источники приводят длину границы 656,3 км. Границу прерывает карликовое государство Андорра (ассоциированно с обоими государствами). Длина указана с учётом эксклава — Льивии. |
| 138   | Буркина-Фасо — Нигер              | 622—628       | Граница между Буркина-Фасо и Нигером                                        | |
| 139   | Бельгия — Франция                 | 620           | Бельгийско-французская граница                                              | |
| 140   | Румыния — Украина                 | 613,8         | Румынско-украинская граница                                                 | Румынские источники указывают длину (сухопутную) 617,7 км, некоторые другие (например, испанские) — 531 км. |
| 141   | Гвинея — Кот-д’Ивуар              | 610           | Граница Гвинеи и Кот-д’Ивуара                                               | Англоязычные источники указывают длину 816 км. |
| 142   | Болгария — Румыния                | 609,1         | Болгарско-румынская граница                                                 | Бо́льшая часть границы проходит по Дунаю. |
| 143=  | Бутан — Индия                     | 605           | Бутано-индийская граница                                                    | Англоязычные источники указывают длину 699 км. |
| 143=  | Судан — Эритрея                   | 605           | Граница Судана и Эритреи                                                    | Англоязычные источники указывают длину 686 км, итальянские — 682 км. |
| 145   | Гайана — Суринам                  | 600           | Граница Гайаны и Суринама                                                   | Граница проходит по реке Корантейн. |
| 146   | Ирак — Сирия                      | 599           | Иракско-сирийская граница                                                   | Граница проходит по плато Бадият-эль-Джазира и Сирийской пустыне. |
| 147   | Бразилия — Суринам                | 593           | Граница Бразилии и Суринама                                                 | |
| 148   | Китай — Пакистан                  | 592           | Китайско-пакистанская граница                                               | Длина 592 км указана согласно китайским источникам. Англоязычные источники указывают длину 596 км, некоторые другие — 523 км. Граница проходит через горную систему Каракорум — одну из высочайших в мире (до 8614 м). |
| 149   | Латвия — Литва                    | 588,1         | Литовско-латвийская граница                                                 | |
| 150   | Колумбия — Эквадор                | 586           | Граница Колумбии и Эквадора                                                 | |
| 151   | Франция — Швейцария               | 585,28        | Граница Франции и Швейцарии                                                 | Французские источники указывают длину границы 572 км. |
| 152   | Буркина-Фасо — Кот-д’Ивуар        | 584           | Граница Буркина-Фасо и Кот-д’Ивуара                                         | Англоязычные источники указывают длину 545 км. |
| 153   | Аргентина — Уругвай               | 579           | Граница Аргентины и Уругвая                                                 | Общая длина границы вместе с морской частью — 887 км. Бо́льшая часть границы проходит по реке Уругвай и эстуарию Ла-Плата. |
| 154   | Германия — Нидерланды             | 576           | Граница Германии и Нидерландов                                              | Англоязычные источники указывают длину 570 км. |
| 155   | Гвинея — Либерия                  | 563—590       | Граница Гвинеи и Либерии                                                    | |
| 156   | Финляндия — Швеция                | 555,5         | Финляндско-шведская граница                                                 | Почти вся граница проходит по водным объектам: реке Турнеэльвен и её притокам, по Ботническому заливу. Многие источники (не финские и не шведские) указывают длину границы 614 км. |
| 157   | Буркина-Фасо — Гана               | 549—602       | Граница Буркина-Фасо и Ганы                                                 | |
| 158   | Румыния — Сербия                  | 546,4         | Румынско-сербская граница                                                   | |
| 159   | Камбоджа — Лаос                   | 541—555       | Граница Камбоджи и Лаоса                                                    | |
| 160   | Польша — Словакия                 | 541           | Польско-словацкая граница                                                   | До 1993 года — польско-чехословацкая граница. |
| 161   | Польша — Украина                  | 535           | Польско-украинская граница                                                  | До 1991 года — польско-советская граница. |
| 162   | Иран — Турция                     | 534           | Граница Ирана и Турции                                                      | Длина 534 км указана согласно турецким и немецким источникам. Англоязычные источники указывают 560 км. |
| 163   | Кот-д’Ивуар — Мали                | 532—599       | Ивуарийско-малийская граница                                                | |
| 164   | Камерун — Республика Конго        | 523           | Граница Камеруна и Республики Конго                                         | Другие источники указывают длину 494 км и 467 км. |
| 165   | Италия — Франция                  | 515           | Итальянско-французская граница                                              | |
| 166   | Гвиана — Суринам                  | 510           | Франко-суринамская граница                                                  | |
| 167   | Малайзия — Таиланд                | 506           | Граница Малайзии и Таиланда                                                 | Англоязычные источники указывают длину 595 км. |
| 168   | Китай — Лаос                      | 505           | Граница Китая и Лаоса                                                       | 505 км — согласно китайским и англоязычным источникам. Испанские, французские, итальянские источники указывают длины 475, 425 и 423 км. |
| 169   | Великобритания — Ирландия         | 499           | Британско-ирландская граница                                                | Ирландские источники указывают заметно меньшую длину: 360 км. Граница разделяет Республику Ирландию и Северную Ирландию. Существует около 270 дорог общего пользования, которые пересекают эту границу. |
| 170   | Мозамбик — ЮАР                    | 491           | Граница Мозамбика и ЮАР                                                     | Граница проходит по горам Лебомбо и по региону Мапуталенд. |
| 171   | Судан — ЦАР                       | 483           | Граница Судана и Центральноафриканской Республики                           | В устаревших источниках указывается длина границы 1165 км — это связано с тем, что в 2011 году от Судана отделился Южный Судан, который стал независимым государством. |
| 172   | Китай — Таджикистан               | 477           | Таджикско-китайская граница                                                 | 477 км — согласно китайским и англоязычным источникам. Таджикские источники приводят длину 494,4 км. |
| 173=  | Болгария — Греция                 | 475           | Болгарско-греческая граница                                                 | 475 км — согласно немецким и испанским источникам. Французские и итальянские источники указывают 494 км. |
| 173=  | Малави — Танзания                 | 475           | Граница Малави и Танзании                                                   | Бо́льшая часть границы проходит по реке Сонгве, которая интересна тем, что имеет быстрое течение и регулярно меняет свое русло за короткий промежуток времени, образуя новые извилины; и это приводит к тому, что линия границы постоянно немного меняется. |
| 175   | Бутан — Китай                     | 470—477       | Граница Бутана и Китая                                                      | Граница проходит по Гималаям, идёт от одного трипойнта до другого (оба — с Индией). Между Бутаном и Китаем ведутся несколько территориальных споров, но претензии неясны из-за некой противоречивости: Бутан утверждает, что существует четыре спорных района, а Китай — что шесть. Некоторые источники осторожно говорят о длине границы «около 500 км» или «более 400 км». |
| 176   | Республика Конго — ЦАР            | 467—487       | Граница Республики Конго и Центральноафриканской Республики                 | |
| 177   | Австрия — Чехия                   | 466,1         | Австрийско-чешская граница                                                  | 466,1 км — согласно немецким источникам, чешские приводят длину 460,3 км, испанские и португальские — 402 км, французские, итальянские и польские — 362 км. |
| 178   | Алжир — Мавритания                | 460—463       | Граница Алжира и Мавритании                                                 | Граница состоит из единственного отрезка, проходящего строго с северо-запада (граница с Западной Сахарой) на юго-восток (граница с Мали). Граница проходит по удалённому необитаемому участку пустыни Сахара. |
| 179   | Ливия — Тунис                     | 459—461       | Граница Ливии и Туниса                                                      | |
| 180   | ДРК — Танзания                    | 459—470       | Граница Демократической Республики Конго и Танзании                         | Граница полностью проходит по озеру Танганьика. |
| 181   | Казахстан — Туркменистан          | 458,263       | Туркменистанско-казахстанская граница                                       | Точная длина 458,263 км указана на казахстанском правительственном сайте. Англоязычные источники приводят длину 413 км, испанские и французские — 379 км. |
| 182   | ОАЭ — Саудовская Аравия           | 457           | Граница Объединённых Арабских Эмиратов и Саудовской Аравии                  | |
| 183   | Германия — Польша                 | 456—469       | Германско-польская граница                                                  | «Граница по Одеру — Нейсе». |
| 184   | Бурунди — Танзания                | 451           | Граница Бурунди и Танзании                                                  | Итальянские источники приводят длину 589 км. |
| 185   | Бельгия — Нидерланды              | 450,5         | Бельгийско-нидерландская граница                                            | Немецкие источники приводят длину 478 км. С учётом необычного городка Барле. |
| 186   | Германия — Франция                | 451—455       | Германско-французская граница                                               | 455 км — немецкие источники, 451 км — французские. Ок. 41 % границы проходит по реке Рейн. |
| 187   | Венгрия — Румыния                 | 448           | Венгерско-румынская граница                                                 | |
| 188   | Уганда — Южный Судан              | 435           | Граница Уганды и Южного Судана                                              | Итальянские источники приводят длину 475 км. |
| 189   | Эсватини — ЮАР                    | 430           | Граница Эсватини и ЮАР                                                      | Источники на языке африкаанс указывают длину 438 км. |
| 190   | Азербайджан — Грузия              | 428           | Азербайджано-грузинская граница                                             | |
| 191=  | Мали — Сенегал                    | 419           | Граница Мали и Сенегала                                                     | Англоязычные источники приводят длину 489 км и 509 км. |
| 191=  | Мозамбик — Замбия                 | 419           | Граница Мозамбика и Замбии                                                  | Итальянские источники приводят длину 439 км. |
| 193   | ОАЭ — Оман                        | 410           | Граница Объединённых Арабских Эмиратов и Омана                              | Англоязычные и арабские источники приводят длину 609 км. С учётом полуострова Мусандам, эксклава Мадха и анклава Нахва. |
| 194   | Австрия — Италия                  | 404           | Австрийско-итальянская граница                                              | 404 км — согласно немецким источникам, итальянские же приводят длину 430 км. |
| 195   | Белоруссия — Польша               | 398,624       | Белорусско-польская граница                                                 | Точная длина 398,624 км указана на белорусском правительственном сайте gpk.gov.by. Польские источники приводят длину 418 км. |
| 196   | Танзания — Уганда                 | 391—396       | Граница Танзании и Уганды                                                   | Примерно две трети длины границы проходят по озеру Виктория. |
| 197   | Джибути — Эфиопия                 | 390           | Граница Джибути и Эфиопии                                                   | Англоязычные источники указывают длину 375 км. |
| 198   | Гвинея — Гвинея-Бисау             | 386           | Граница Гвинеи и Гвинеи-Бисау                                               | Англоязычные источники указывают длину 421 км и даже 447 км. |
| 199   | Ливия — Судан                     | 382           | Граница Ливии и Судана                                                      | |
| 200   | Гаити — Доминиканская Республика  | 376           | Граница Гаити и Доминиканской Республики                                    | Граница разделяет с севера на юг остров Гаити. |
| 201   | Ливан — Сирия                     | 375—394       | Граница Ливана и Сирии                                                      | |
| 202   | Ирак — Турция                     | 367—378       | Граница Ирака и Турции                                                      | 367 км — согласно немецким и арабским источникам, 378 км — указывают англоязычные и турецкие источники, другие источники (французские, испанские) дают длину 352 км. |
| 203   | Иордания — Сирия                  | 362—375       | Граница Иордании и Сирии                                                    | |
| 204   | Израиль — Палестина               | 358           | Государственная граница Израиля                                             | Фактически признанной межгосударственной границы не существует. |
| 205   | Австрия — Венгрия                 | 356,4         | Австрийско-венгерская граница                                               | 356,4 км — согласно немецким источникам, испанские приводят длину 321 км, французские, итальянские, польские — 366 км. |
| 206   | Габон — Экваториальная Гвинея     | 345—350       | Граница Габона и Экваториальной Гвинеи                                      | |
| 207   | Латвия — Эстония                  | 343           | Граница Латвии и Эстонии                                                    | 343 км — согласно латвийским и русским источникам, эстонские и немецкие приводят длину 339 км. |
| 208   | Ливия — Нигер                     | 342—354       | Граница Ливии и Нигера                                                      | Граница проходит по удалённому необитаемому участку пустыни Сахара. |
| 209   | Замбия — Танзания                 | 338—353       | Граница Замбии и Танзании                                                   | |
| 210   | Гвинея-Бисау — Сенегал            | 338           | Граница Гвинеи-Бисау и Сенегала                                             | Англоязычные источники указывают длину 341 км, испанские — 386 км. |
| 211   | Россия — Эстония                  | 333,7         | Российско-эстонская граница                                                 | |
| 212   | Гвинея — Сенегал                  | 330—383       | Граница Гвинеи и Сенегала                                                   | |
| 213=  | Австрия — Словения                | 330           | Австрийско-словенская граница                                               | |
| 213=  | Коста-Рика — Панама               | 330           | Граница Коста-Рики и Панамы                                                 | Англоязычные источники приводят длину 348 км. |
| 215   | Венгрия — Хорватия                | 329           | Венгерско-хорватская граница                                                | Граница в основном проходит по рекам Драва и Мура. |
| 216   | Азербайджан — Россия              | 327,6         | Российско-азербайджанская граница                                           | |
| 217   | Болгария — Сербия                 | 318           | Болгарско-сербская граница                                                  | |
| 218   | Германия — Швейцария              | 316—363       | Германско-швейцарская граница                                               | Длина границы точно не определена в связи с её прохождением по озеру Оберзее (часть Боденского озера). С учётом эксклава Бюзинген-ам-Хохрайн. Немецкие источники приводят длину 333 км. |
| 219   | Армения — Турция                  | 311           | Армянско-турецкая граница                                                   | 311 км — согласно англоязычным, немецким и армянским источникам. Турецкие источники говорят о длине 328 км, французские и испанские — о 268 км. Граница закрыта с 1993 года. |
| 220   | Коста-Рика — Никарагуа            | 309           | Граница Коста-Рики и Никарагуа                                              | Больше половины длины границы проходит по реке Сан-Хуан. |
| 221   | Бенин — Буркина-Фасо              | 306           | Граница Бенина и Буркина-Фасо                                               | Источники сильно расходятся в длине границы: от 285 до 440 км. |
| 222   | Босния и Герцеговина — Сербия     | 302           | Граница Боснии и Герцеговины и Сербии                                       | |
| 223   | Либерия — Сьерра-Леоне            | 299—327       | Граница Либерии и Сьерра-Леоне                                              | |
| 224   | Габон — Камерун                   | 298—349       | Граница Габона и Камеруна                                                   | |
| 225   | Бурунди — Руанда                  | 290—315       | Граница Бурунди и Руанды                                                    | |
| 226   | Йемен — Оман                      | 288—294       | Граница Йемена и Омана                                                      | |
| 227   | Албания — Греция                  | 282           | Албанско-греческая граница                                                  | |
| 228   | Грузия — Турция                   | 273           | Грузино-турецкая граница                                                    | 273 км — согласно русскоязычным и англоязычным источникам. Турецкие источники говорят о длине в 276 км, французские и испанские — о 252 км. |
| 229   | Бангладеш — Мьянма                | 271           | Бангладешско-мьянманская граница                                            | Французские и португальские источники приводят длину 193 км. Граница проходит по реке Наф. |
| 230   | Латвия — Россия                   | 270,5         | Российско-латвийская граница                                                | Государство Латвия граничит только с одним регионом России — Псковской областью. Длина границы точно не определена: русскоязычные источники также указывают 214 км, латвийские — 283,6 км. |
| 231   | Бенин — Нигер                     | 266—277       | Нигеро-бенинская граница                                                    | |
| 232=  | Литва — Россия                    | 266           | Российско-литовская граница                                                 | Государство Литва граничит только с одним регионом России — Калининградской областью. Литовские источники указывают длину границы 274,89 км. |
| 232=  | Бруней — Малайзия                 | 266           | Граница Брунея и Малайзии                                                   | Общая длина границы стран, включая морскую, составляет 381 км. |
| 232=  | Египет — Израиль                  | 266           | Египетско-израильская граница                                               | |
| 232=  | Колумбия — Панама                 | 266           | Граница Колумбии и Панамы                                                   | Длину 266 км дают испанские и итальянские источники. Французские и португальские говорят о 225 км, англоязычные называют число 339 км. Граница проходит по густым джунглям, этот регион называется «Дарьенский пробел», через него (пока) не проложено Панамериканское шоссе (единственный разрыв на 30 тысяч км пути). |
| 236   | Болгария — Турция                 | 259           | Болгарско-турецкая граница                                                  | 259 км — согласно англоязычным и болгарским источникам. Турецкие говорят о 269 км, французские и немецкие — о 240 км и 270 км. |
| 237   | Гондурас — Сальвадор              | 256           | Граница Гондураса и Сальвадора                                              | Испанские источники приводят длину 391 км. |
| 238   | Ирак — Кувейт                     | 254           | Граница Ирака и Кувейта                                                     | Французские и испанские источники приводят длину 240 км. |
| 239   | Словакия — Чехия                  | 251,8         | Словацко-чешская граница                                                    | |
| 240   | Гватемала — Гондурас              | 244—256       | Граница Гватемалы и Гондураса                                               | |
| 241   | Северная Корея — Южная Корея      | 238—248       | Граница Корейской Народно-Демократической Республики и Республики Кореи     | Государства разделяет Демилитаризованная зона, ось которой — Военная демаркационная линия. |
| 242=  | Израиль — Иордания                | 238           | Израильско-иорданская граница                                               | |
| 242=  | Лаос — Мьянма                     | 238           | Граница Лаоса и Мьянмы                                                      | Граница полностью проходит по реке Меконг. |
| 244   | Греция — Северная Македония       | 234—246       | Граница Греции и Северной Македонии                                         | Источники на македонском языке говорят о 262 км. |
| 245   | Бурунди — ДРК                     | 233—236       | Граница Бурунди и Демократической Республики Конго                          | |
| 246   | Замбия — Намибия                  | 233—244       | Граница Замбии и Намибии                                                    | |
| 247   | Кения — Южный Судан               | 232—317       | Граница Кении и Южного Судана                                               | Столь большая разница в длине границы вызвана спорным статусом «Треугольника Илеми». |
| 248   | Италия — Словения                 | 232           | Итальянско-словенская граница                                               | |
| 249   | Восточный Тимор — Индонезия       | 228—253       | Граница Восточного Тимора и Индонезии                                       | |
| 250=  | Зимбабве — ЮАР                    | 225           | Граница Зимбабве и Южно-Африканской Республики                              | Англоязычные источники называют точное число 225 км, немецкие говорят «около 250 км». |
| 250=  | Босния и Герцеговина — Черногория | 225           | Граница Боснии и Герцеговины и Черногории                                   | |
| 252=  | Кувейт — Саудовская Аравия        | 221           | Граница Кувейта и Саудовской Аравии                                         | |
| 252=  | Северная Македония — Сербия       | 221           | Граница Северной Македонии и Сербии                                         | Бо́льшая часть границы, около 160 км, разделяет Северную Македонию и частично признанное Косово. |
| 254   | Армения — Грузия                  | 219           | Армянско-грузинская граница                                                 | Длину 219 км указывают армянские источники, уточняя, что она «юридически не определена, фактически является линией соприкосновения; она официально ещё не уточнена и не согласована между сторонами». Западные источники приводят длину 164 км. |
| 255=  | ДРК — Руанда                      | 217—222       | Граница Демократической Республики Конго и Руанды                           | |
| 255=  | Руанда — Танзания                 | 217—222       | Граница Руанды и Танзании                                                   | Бо́льшая часть границы проходит по реке Кагера. |
| 257   | Сербия — Хорватия                 | 217           | Сербско-хорватская граница                                                  | 217 км — согласно сербским, немецким и французским источникам. Испанские говорят о 314 км, хорватские — о 317,6 км. |
| 258   | Греция — Турция                   | 206—212       | Греко-турецкая граница                                                      | Немецкие источники указывают длину 192 км. 206 км — согласно французским и испанским источникам; 212 км — согласно турецким и англоязычным; греческие пишут «около 200 км». |
| 259   | Польша — Россия                   | 204,1         | Российско-польская граница                                                  | Граница фактически не привязана к географическим объектам и проведена примерно по прямой. Государство Польша граничит только с одним регионом России — Калининградской областью. Польские источники о длине сухопутной границы с Россией говорят 210 км. |
| 260=  | Гватемала — Сальвадор             | 203           | Граница Гватемалы и Сальвадора                                              | Испанские источники приводят длину 199 км. |
| 260=  | Сербия — Черногория               | 203           | Граница Сербии и Черногории                                                 | Часть границы разделяет Черногорию и частично признанное Косово, поэтому источники дают разные дли́ны границ: 157 км, 203 км, 233 км. |
| 262   | Ангола — Республика Конго         | 201—231       | Граница Анголы и Республики Конго                                           | |
| 263   | Норвегия — Россия                 | 195,8         | Российско-норвежская граница                                                | Единственная в мире сухопутная граница, полностью расположенная севернее Полярного круга. Норвежские источники в 2018 году о длине сухопутной границы сказали «197,7 км». |
| 264   | Белиз — Мексика                   | 193           | Граница Белиза и Мексики                                                    | Сухопутная граница проходит по реке Рио-Ондо. У стран имеется весьма протяжённая морская граница в бухте Четумаль, поэтому многие источники дают длину границы 250 км, 278 км. |
| 265   | Камерун — Экваториальная Гвинея   | 183—189       | Граница Камеруна и Экваториальной Гвинеи                                    | |
| 266   | Иордания — Ирак                   | 179—181       | Граница Иордании и Ирака                                                    | |
| 267   | Белоруссия — Латвия               | 173           | Белорусско-латвийская граница                                               | |
| 268   | Албания — Черногория              | 170—172       | Граница Албании и Черногории                                                | Граница делит примерно пополам озеро Шкодер — крупнейшее озеро Балканского полуострова. |
| 269   | Руанда — Уганда                   | 169—172       | Граница Руанды и Уганды                                                     | |
| 270   | Бельгия — Германия                | 167           | Бельгийско-германская граница                                               | С учётом эксклава Фенбан — бывшей ж/д ветки. Немецкие источники указывают длину 204 км. |
| 271   | Австрия — Швейцария               | 166           | Граница Австрии и Швейцарии                                                 | Альтернативная длина границы — 180 км «с учётом Боденского озера». Французские, испанские источники также приводят длину 164 км и 158 км. Границу прерывает карликовое государство Лихтенштейн. |
| 272   | Перу — Чили                       | 160—169       | Граница Перу и Чили                                                         | |
| 273   | Великобритания — Кипр             | 152           | Границы Акротири и Декелии                                                  | На Кипре расположены две британские военные базы: Акротири и Декелия, образующие заморскую территорию с незатейливым названием Акротири и Декелия. Длина границы Акротири — 48 км, Декелии — 108 км. Декелия также граничит с Буферной зоной ООН и частично признанным государством Северный Кипр (4 км границы). |
| 274   | Венгрия — Сербия                  | 151—164       | Венгерско-сербская граница                                                  | |
| 275   | Албания — Северная Македония      | 151           | Граница Албании и Северной Македонии                                        | |
| 276   | Болгария — Северная Македония     | 148—162       | Граница Болгарии и Северной Македонии                                       | |
| 277   | Бельгия — Люксембург              | 148           | Граница Бельгии и Люксембурга                                               | |
| 278   | Афганистан — Узбекистан           | 144           | Афгано-узбекская граница                                                    | |
| 279   | Венгрия — Украина                 | 136,7         | Венгерско-украинская граница                                                | Начало и конец границы проходят по реке Тиса, центральная часть — по её долине. |
| 280   | Германия — Люксембург             | 136—138       | Граница Германии и Люксембурга                                              | Почти вся граница проходит по рекам: Оур (50 км), Зауэр (42 км) и Мозель (26,5 км). |
| 281   | Буркина-Фасо — Того               | 126—131       | Граница Буркина-Фасо и Того                                                 | |
| 282   | Албания — Сербия                  | 112—115       | Граница Албании и Сербии                                                    | Часть границы разделяет Албанию и частично признанное Косово, поэтому источники дают несколько разные дли́ны. |
| 283   | Джибути — Эритрея                 | 109           | Граница Джибути и Эритреи                                                   | |
| 284   | Австрия — Словакия                | 106,7         | Австрийско-словацкая граница                                                | Бо́льшая часть границы проходит по реке Морава. |
| 285   | Мозамбик — Эсватини               | 105           | Граница между Эсватини и Мозамбиком                                         | |
| 286   | Литва — Польша                    | 104           | Польско-литовская граница                                                   | Граница является т. н. «Сувалкским коридором». |
| 287   | Венгрия — Словения                | 102           | Венгерско-словенская граница                                                | |
| 288   | Словакия — Украина                | 97            | Словацко-украинская граница                                                 | У самой границы расположен украинский аэропорт «Ужгород». |
| 289   | Нигерия — Чад                     | 85—87         | Граница Нигерии и Чада                                                      | |
| 290   | Израиль — Ливан                   | 79            | Израильско-ливанская граница                                                | |
| 291=  | Афганистан — Китай                | 76            | Афгано-китайская граница                                                    | Англоязычные источники указывают длину 92 км и 74 км. |
| 291=  | Израиль — Сирия                   | 76            | Израильско-сирийская граница                                                | Граница активно, с участием армий, оспаривается обеими странами с 1960-х годов. Основной предмет спора — Голанские высоты. |
| 293   | Люксембург — Франция              | 73            | Граница Люксембурга и Франции                                               | |
| 294   | Германия — Дания                  | 67—68         | Германско-датская граница                                                   | Также между странами пролегает морская граница немалой длины, более 200 км, но она чётко не определена. |
| 295   | Андорра — Испания                 | 64            | Граница Андорры и Испании                                                   | |
| 296   | Катар — Саудовская Аравия         | 60            | Граница Катара и Саудовской Аравии                                          | Англоязычные источники указывают длину 87 км. |
| 297   | Джибути — Сомали                  | 58            | Граница Джибути и Сомали                                                    | |
| 298   | Андорра — Франция                 | 57            | Граница Андорры и Франции                                                   | |
| 299   | Лихтенштейн — Швейцария           | 41            | Граница Лихтенштейна и Швейцарии                                            | |
| 300   | Италия — Сан-Марино               | 39            | Граница Италии и Сан-Марино                                                 | Граница существует в неизменном виде с 1463 года. |
| 301   | Австрия — Лихтенштейн             | 35,04         | Граница Австрии и Лихтенштейна                                              | |
| 302   | Армения — Иран                    | 35            | Армяно-иранская граница                                                     | 35 км — согласно армянским источникам. Западные источники указывают длину 40 км и 44 км. |
| 303   | Хорватия — Черногория             | 25            | Граница Хорватии и Черногории                                               | |
| 304   | Россия — Северная Корея           | 16,9—17,3     | Российско-северокорейская граница                                           | Граница проходит по реке Туманная. Автомобильные и пешеходные пограничные переходы отсутствуют, из страны в страну можно попасть только поездом через Мост Дружбы. |
| 305   | Испания — Марокко                 | 15,9          | Граница Испании и Марокко                                                   | 6,3 км — граница Сеуты с Марокко (разделены Сеутской стеной); 9,6 км — граница Мелильи с Марокко; 85 м — граница Пеньон-де-Велес-де-ла-Гомера с Марокко. Все эти три эксклава оспариваются Марокко. |
| 306   | Нидерланды — Франция              | 10,2          | Граница Нидерландов и Франции                                               | Граница разделяет остров Сен-Мартен в Карибском море. |
| 307   | Азербайджан — Турция              | 9—11          | Азербайджано-турецкая граница                                               | Азербайджанские источники указывают длину 15 км, турецкие — 13 км. Фактически — граница Турции с Нахичеванской Автономной Республикой. |
| 308   | Монако — Франция                  | 5,469         | Граница Монако и Франции                                                    | |
| 309   | Ватикан — Италия                  | 3,2           | Граница Ватикана и Италии                                                   | |
| 310=  | Дания — Канада                    | 1,2           | Датско-канадская граница                                                    | Граница делит небольшой необитаемый остров Ханс, расположенный у северных берегов Гренландии. С 1984 года между странами на острове велась т. н. «война виски». Официальная юридическая граница установлена 14 июня 2022 года. |
| 310=  | Гибралтар — Испания               | 1,2           | Граница Гибралтара и Испании                                                | |
| 312   | Ботсвана — Замбия                 | 0,15          | Граница Ботсваны и Замбии                                                   | Граница проходит по центру (примерно по 200 м от каждого берега) реки Замбези на протяжении около 150 м, в месте пограничных стыков Ботсваны, Замбии, Намибии и Зимбабве. |

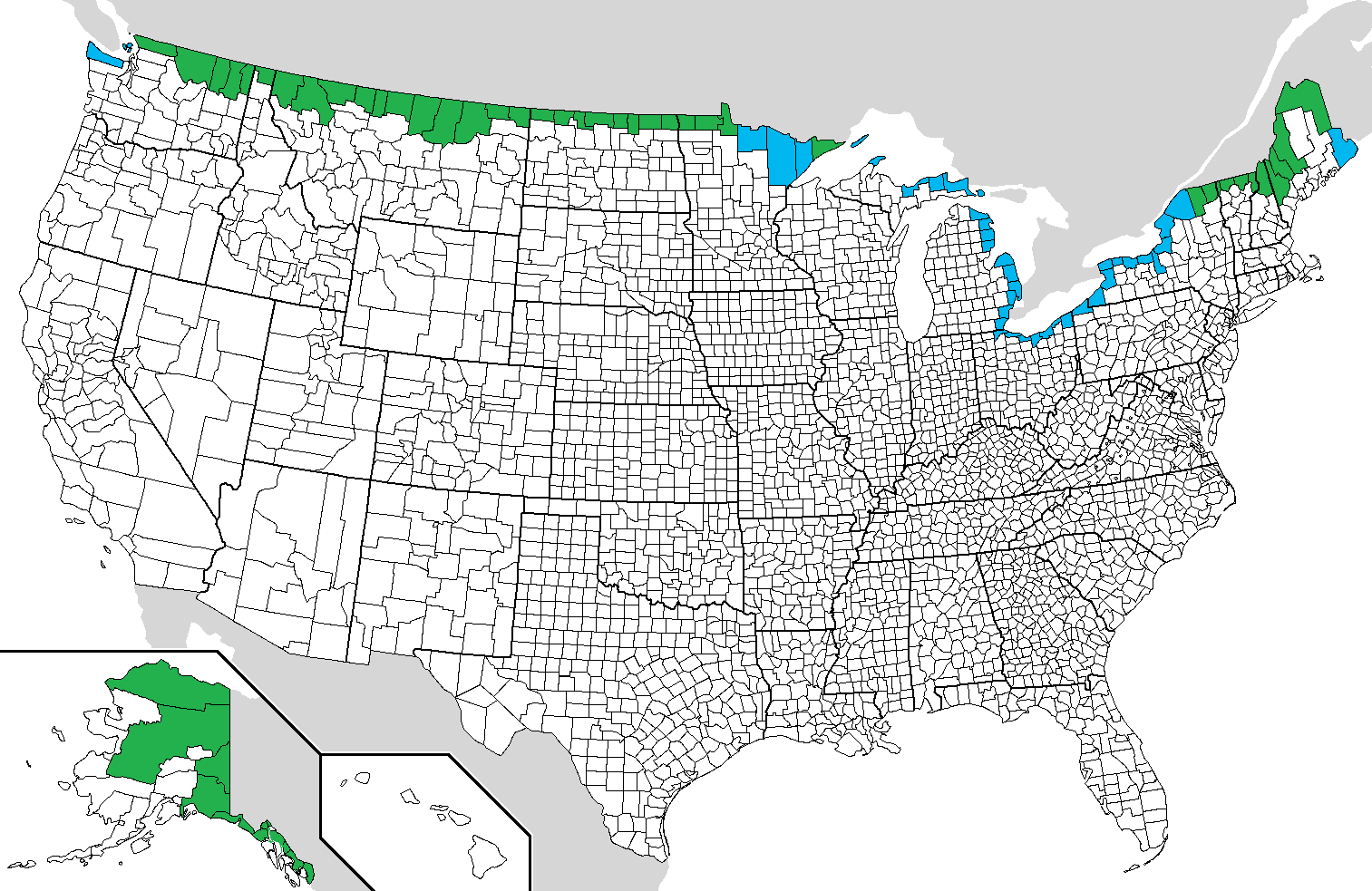
Граница Канады и США — самая длинная граница в мире.
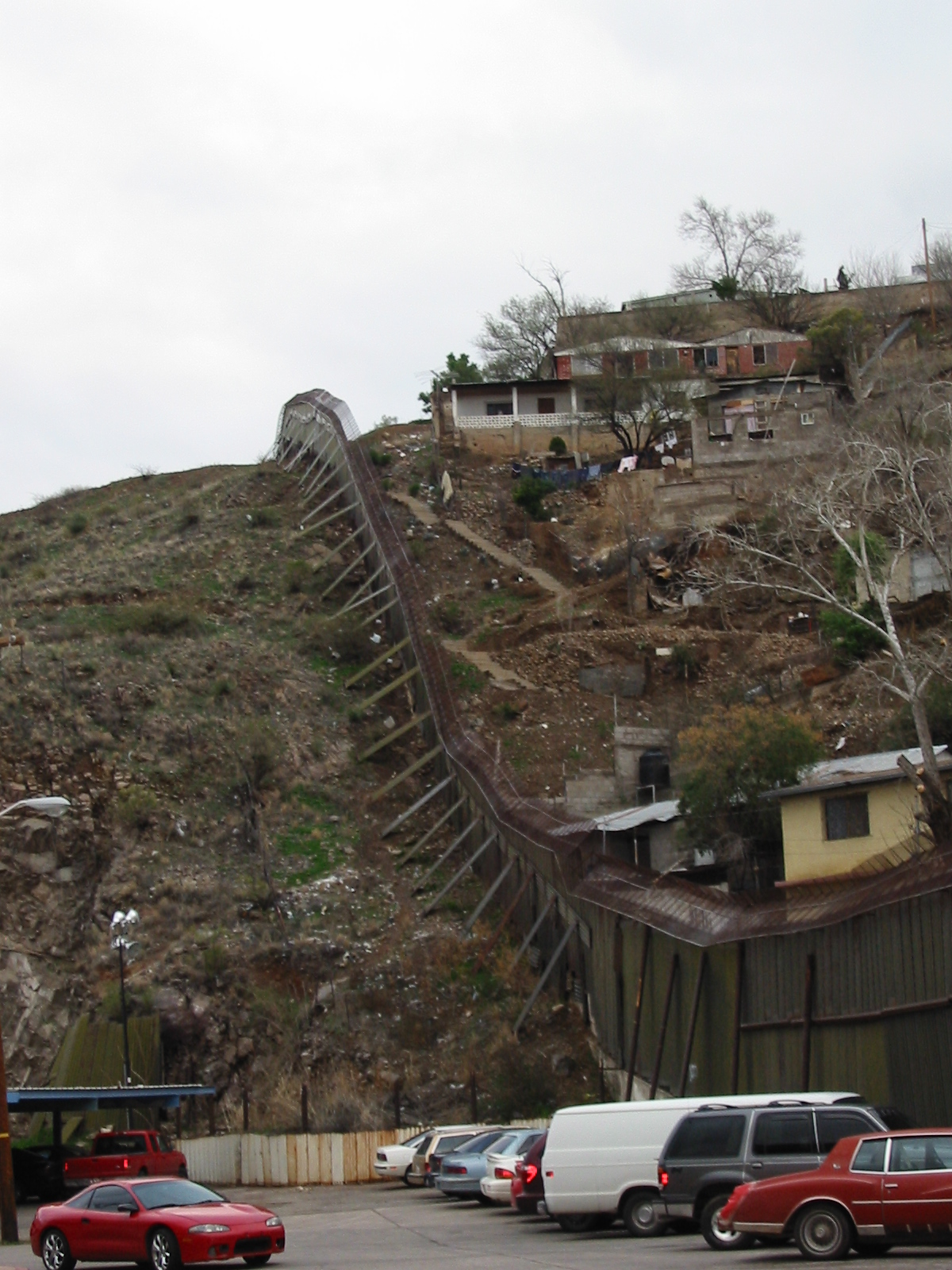
Граница Мексики и США — самая пересекаемая граница в мире. На фото — американо-мексиканская стена.
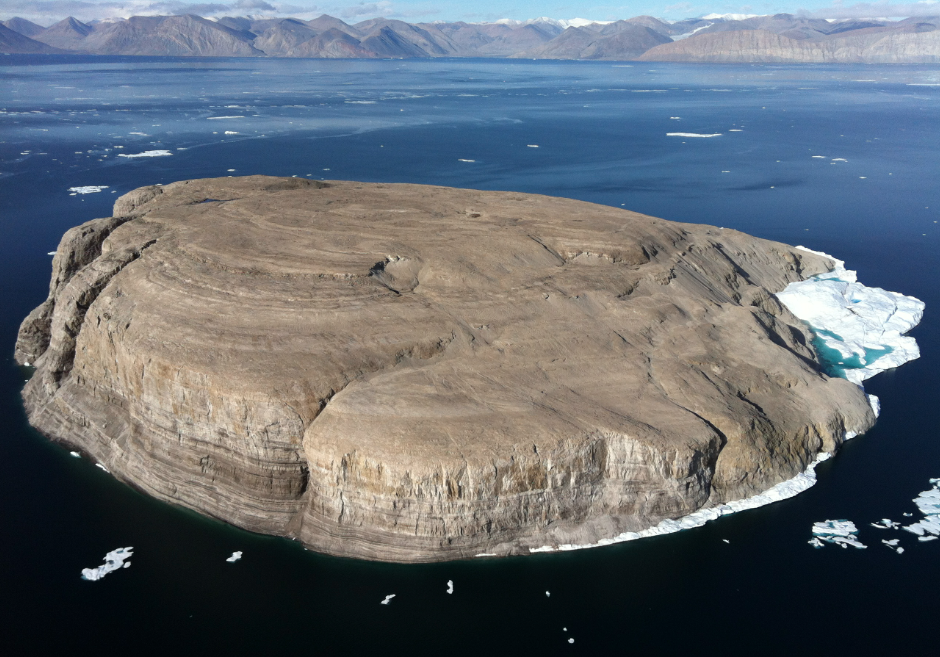
Остров Ханс, разделённый между Данией и Канадой[фр.]; эта граница появилась в 2022 году.
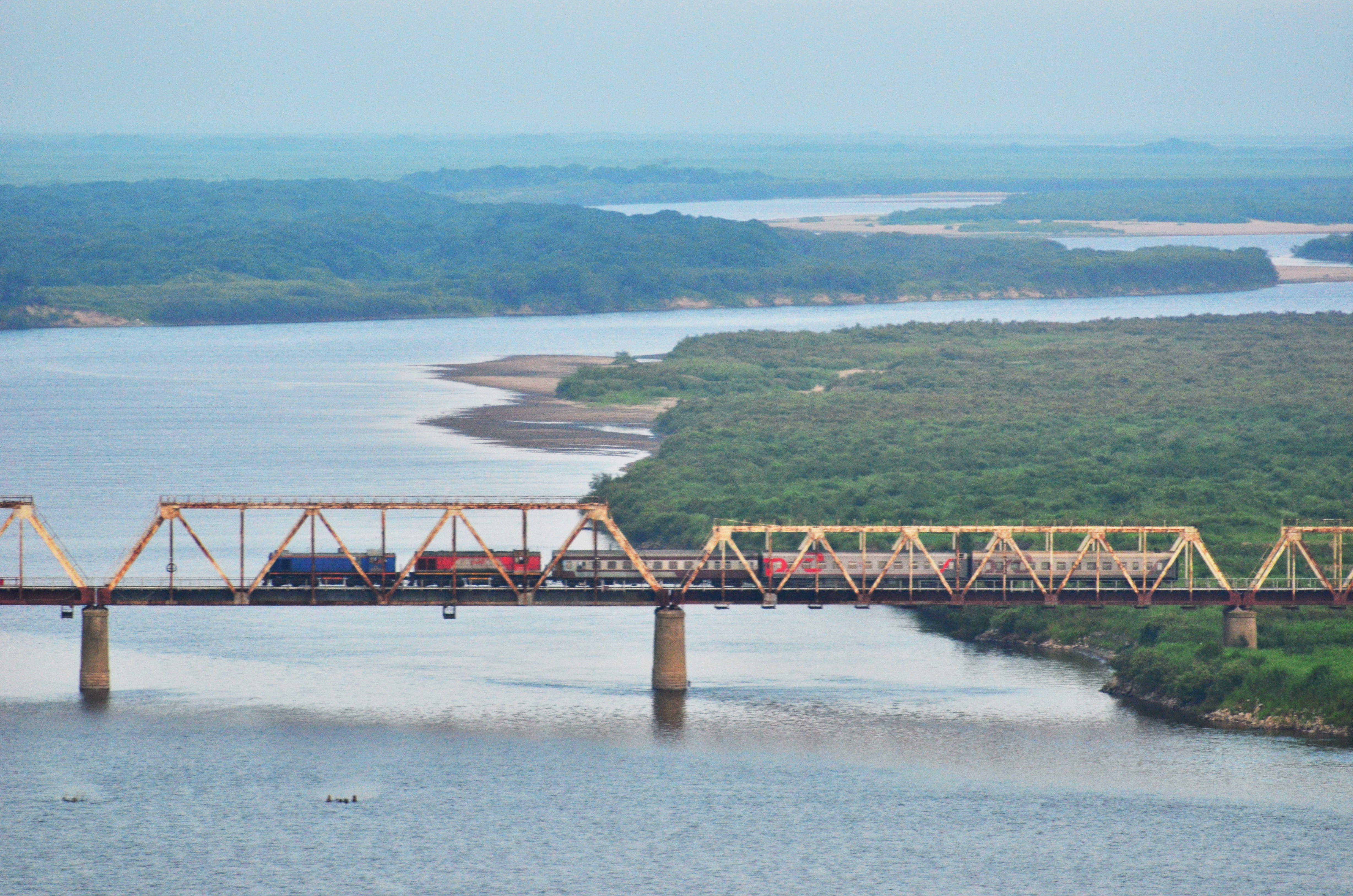
Автомобильные и пешеходные пограничные переходы между Россией и Северной Кореей отсутствуют, из страны в страну по суше можно попасть только поездом через Мост Дружбы.
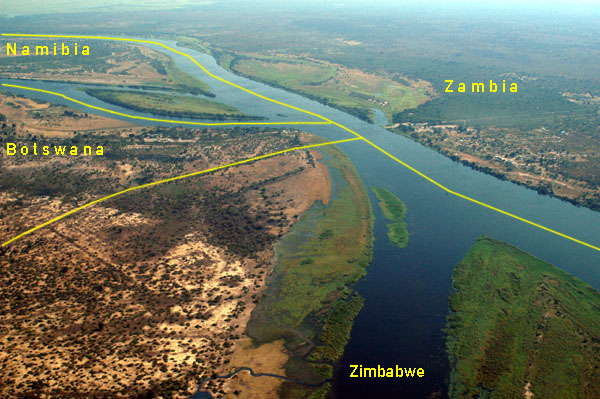
Граница Ботсваны и Замбии — самая короткая граница в мире.